# Sân bay quốc tế Ignacio Agramonte

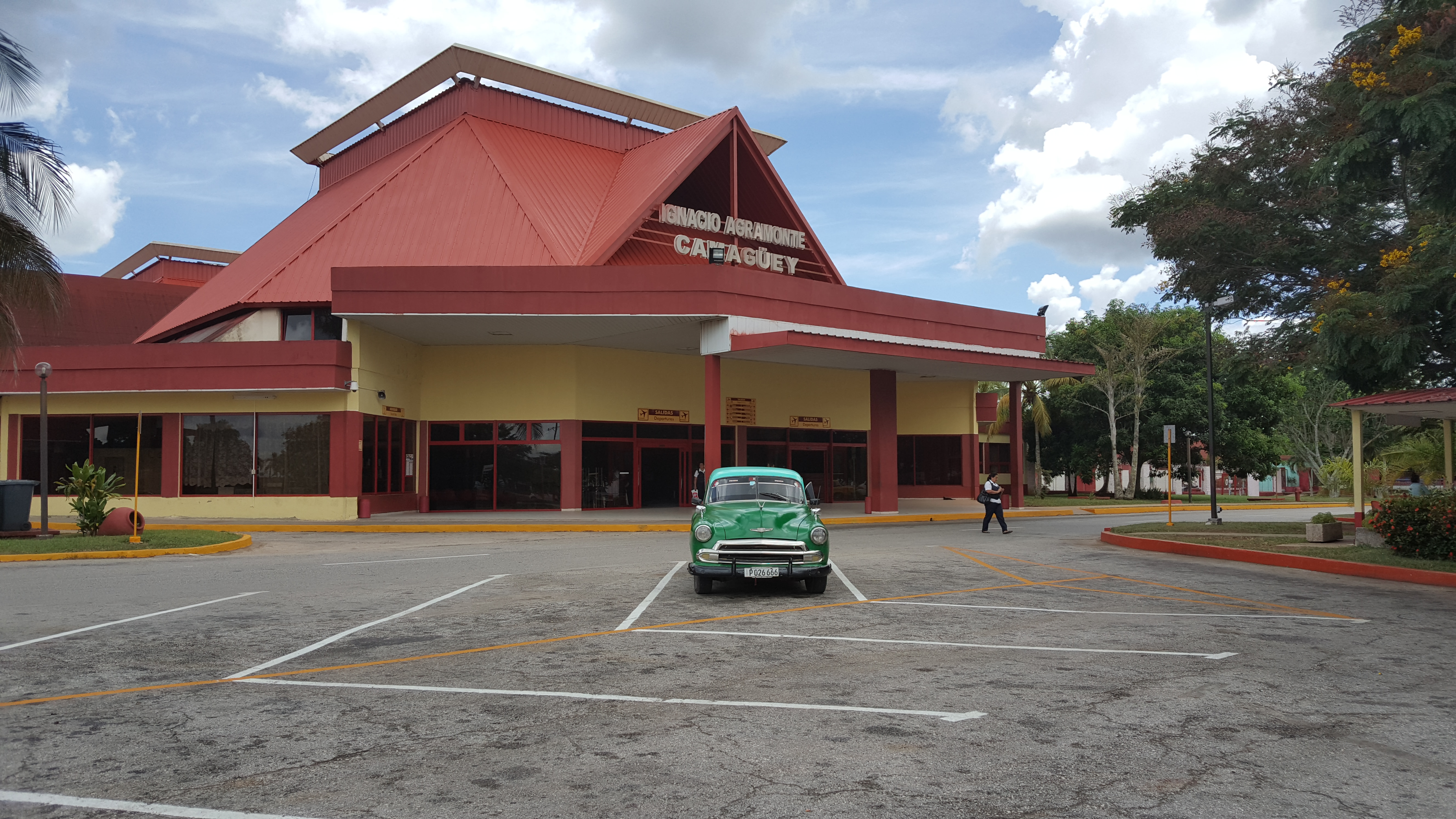
Cổng vào sân bay Ignacio Agramonte

Sân bay quốc tế Ignacio Agramonte (IATA: CMW, ICAO: MUCM) là một sân bay quốc tế ở tỉnh miền trung Camaguey, Cuba. Sân bay này phục vụ các thành phố Camaguey và Santa Lucia.

## Các hãng hàng không và các điểm đến
- American Airlines
  - American Eagle (Miami)
- Air Transat (Montreal, Toronto-Pearson)
- Cubana de Aviación (La Habana, Montreal, Toronto-Pearson)
- Skyservice (Toronto-Pearson)
- Sunwing Airlines (Montreal, Toronto-Pearson)
- Zoom Airlines (Montreal)